# Зеленіше, ніж ти гадаєш
«Зеленіше, ніж ти гадаєш» (англ. Greener than you Think) — науково-фантастичний роман  американського письменника Ворда Мура, в якому дії людини викликають мутацію трави, що в свою чергу починає загрожувати загибеллю усьому живому на Землі. Поєднано жанки фантастика, жаху і сатири. Вперше видано у 1947 році, нові редакції вийшли 1961 і 1985 року.

## Зміст
Альбер Вінер приходить за оголошенням в газеті до науковця Джозефіни Спенсер Френсіс. Остання наймає Вінера. Джозефіна винайшла новий екстракт, що змінює ДНК трави і сприяє швидкому росту будь-якої рослинності. За допомогою цього винаходу вчений сподівається вирішити проблему з вирощування харчів та припинити голод на планеті.
Вінер вирішує продавати диво-засіб для домогосподарок, оскільки фермери доволі консервативні. Він виїжджає за місто, де застосовує добрива для бермудської трави. В цей час Джозефіна Спенсер розуміє, що допустила помилку, відправивши Вінера, оскільки забула додати до екстракту заключну частину формули. Наступного Вінер і Джозефіна їдуть туди, де розприскано засіб й бачать, що трава сильно зросла та протистоять спробам фермерам їх скосити.
В подальшому починається ланцюгова реакція, оскільки мутова трава заражає іншу, внаслідок чого зелень охоплює все більшу територію. Проти неї спрямовано військових: проте снаряди не здатні пробити хащі, а трава захоплює й поглинає танки. Усі військові засоби для боротьби із травою марні (вогнемети, вибухівка, ядерна зброя, напалм, нафта) — вона продовжує наступ на міста, вкриваючи швидко значні ділянки, в результаті зникли Каліфорнія з містами, сусідні штати США і Мексики. Водночас триває холодна війна між США і Радянським Союзом. Ці країни займаються боротьбою між собою, тоді як трава все більше захоплює Землю. Поширення конфлікт і людських бід йде разом з розповсюдженням трави. При цьому генерали, високопосадовці різних країн сперечаються за ділянки не охоплені травою та хто повинен з нею боротися.
Вінер, що працює з Джозефіною, також в першу турбується про себе. Він засновує компанію «Pemmican», що виробляє м'ясну пасту пеммікан, яка стала основною поживою людства, коли трава захопила половину Землі. При цьому не шукає способу зупинити наступ трави, а ще й виправдовується, що допомагає людству. При цьому лише думає про гроші. З посиленням трави, коли худоби все не вистачає, Вінер запускає проекти приготування пеммікану з трави.
Зрештою Вінер стає найбагатшою людиною на світі. Втім трава поглинає увесь суходіл. Вінер разом з Джозефоною рятуються на яхті, що пересувається водами Світого океану. Роман завершується тим, що раптово на яхті знаходять траву, що починає поширюватися. Виходу вже немає й час на винайдення засоби для знищення трави втрачено.